# 小松島郵便局
小松島郵便局（こまつしまゆうびんきょく）は徳島県小松島市にある郵便局。民営化前の分類では集配普通郵便局であった。

## 概要
住所：〒773-8799 徳島県小松島市堀川町2番地7

### 出張所（局外ATM）
すべて民営化に伴い、ゆうちょ銀行松山支店に移管されている。
- 小松島市役所内出張所
- キョーエイ小松島内出張所
- 小松島ルピア内出張所（2020年5月10日廃止）
- 小松島サティ内出張所 （のちに店舗閉店に伴い廃止）

## 沿革
- 1874年（明治7年）12月16日 - 小松島郵便取扱所として開設[1]。
- 1875年（明治8年）1月1日 - 小松島郵便局（五等）となる。
- 1882年（明治15年）6月 - 為替・貯金取扱を開始。
- 1892年（明治25年）2月16日 - 小松島郵便電信局となる。
- 1903年（明治36年）4月1日 - 通信官署官制の施行に伴い小松島郵便局となる。
- 1946年（昭和21年）2月1日 - 特定郵便局から普通郵便局に局種別改定[2]。
- 1959年（昭和34年）9月1日 - 立江郵便局から集配業務を移管[3]。
- 1968年（昭和43年）1月14日 - 電話通話事務および和文電報受付事務を開始。
- 1974年（昭和49年）11月11日 - 電話通話事務および和文電報受付事務を廃止。
- 1998年（平成10年）9月1日 - 外国通貨の両替および旅行小切手の売買に関する業務取扱を開始。
- 2007年（平成19年）10月1日 - 民営化に伴い、郵便事業株式会社小松島支店、郵便局株式会社小松島郵便局となる。併設された郵便事業小松島支店に一部業務を移管。
- 2012年（平成24年）10月1日 - 日本郵便株式会社の発足に伴い、郵便事業小松島支店を小松島郵便局に統合。
- 2015年（平成27年）7月7日 - 小松島市と防災に関する協力協定（『災害発生時における小松島市と小松島市内郵便局の協力に関する協定』）を締結[4]。

## 取扱内容
- 郵便、印紙、ゆうパック、内容証明
- 貯金、為替、振替、振込、国際送金、外貨両替、国債、投資信託
- 生命保険、バイク自賠責保険、自動車保険、がん保険、引受条件緩和型医療保険、変額年金保険
- 郵便局のみまもりサービス
- ゆうちょ銀行ATM
- 「773-00xx」区域（小松島市全域、徳島市大原町小神子・小神子山）の集配業務
- ゆうゆう窓口

## 所在地情報
所在地
- 〒773-8799 徳島県小松島市堀川町2-7

交通
- 鉄道
  - JR牟岐線 南小松島駅から西へ約400m（徒歩約5分）

- バス
  - 徳島バス 小松島農協前停留所下車

- 道路
  - 徳島自動車道 徳島ICから南へ約13km
  - 駐車場あり：5台

## 周辺
- 小松島市役所
- 徳島県立小松島高等学校
- 小松島市立南小松島小学校
- 徳島信用金庫小松島支店
- 徳島県道33号小松島佐那河内線
- 徳島県道216号花園日開野線
- 国道55号徳島南バイパス
- 神田瀬川